# Zsadány
Zsadány è un comune dell'Ungheria di 1 807 abitanti (dati 2001). È situato nella contea di Békés.